# Gabriel Company i Vives
Gabriel Company i Vives, més conegut com a Biel Company, (Maria de la Salut, Mallorca, 16 febrer de 1992) és un futbolista mallorquí, que juga com a lateral dret.

## Carrera de club
Company va estudiar a la Universitat de les Illes Balears, es va formar com a futbolista al planter del RCD Mallorca i va debutar com a sènior amb el RCD Mallorca B la temporada 2010–11, a Segona B. L'11 de gener de 2012 va debutar com a professional, jugant la segona part d'una victòria per 6–1 a casa contra la Reial Societat, a la Copa del Rei.
Company va debutar a la segona divisió el 26 de gener de 2014, quan va entrar en substitució de Pedro Bigas en un empat 2–2 contra el Reial Múrcia. El 17 de juliol va signar un nou contracte d'un any amb els balears, i va jugar 16 partits durant la temporada 2014-15.
El 6 de juliol de 2015 Company va ampliar el seu contracte fins al 2017, i fou promocionat definitivament al primer equip.